# Frenchboro (Maine)
Frenchboro est une ville américaine située dans le Comté de Hancock, dans le Maine. Selon le recensement de 2020, sa population est de 61 habitants.